# Lista de bancos antigos ainda em operação

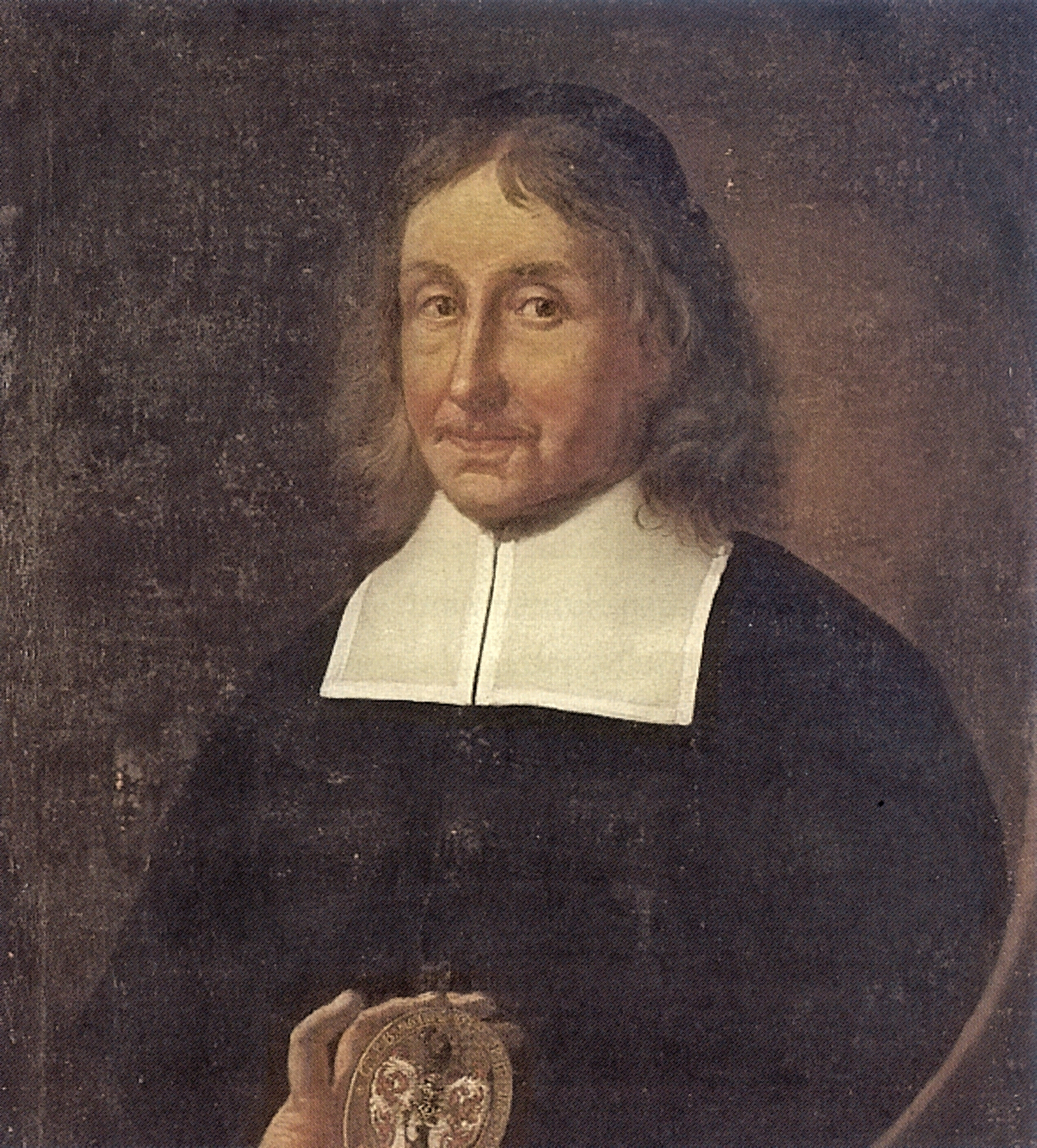
O comerciante banqueiro Cornelius Berenberg, um membro da família Berenberg, cujo avô fundou Berenberg Bank em 1590

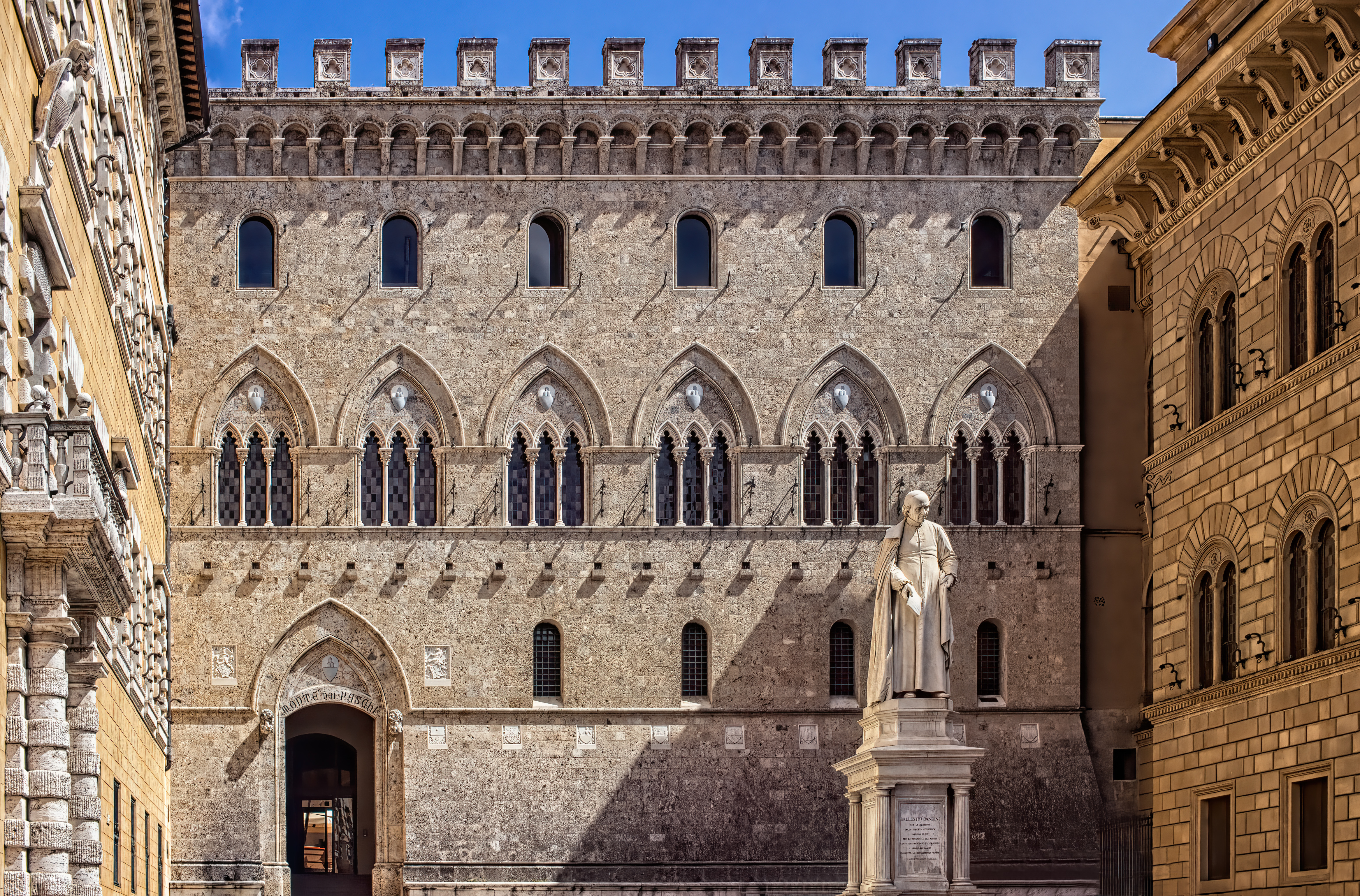
Sede Banca Monte dei Paschi di Siena em Siena hoje

Esta lista dos bancos mais antigos inclui instituições financeiras em operação contínua, operando com a mesma identidade legal sem interrupção desde sua criação até o presente momento.
Dependendo da definição, o banco mais antigo do mundo é Banca Monte dei Paschi di Siena ou Berenberg Bank. Banca Monte dei Paschi di Siena foi fundada em sua forma atual em 1624, mas traça sua história para um monte de devoção fundado em 1472. A empresa Berenberg foi fundada em 1590 e opera continuamente desde então, com a mesma família de proprietários ou co-proprietários principais. Banca Monte dei Paschi di Siena é hoje um grande banco de varejo italiano, enquanto o Berenberg Bank está envolvido principalmente em bancos de investimento e bancos privados para clientes ricos; em qualquer caso, o Berenberg Bank é o banco comercial ou banco de investimento mais antigo do mundo. O banco central mais antigo do mundo é o Sveriges Riksbank, fundado em 1668. Sem mencionar o Banco di Napoli, cujas origens remontam a 1539, quando o primeiro monte de devoção foi estabelecido em Nápoles; o banco, absorvido por diferentes entidades entre 2002 e 2017, ainda está operando como banco subsidiário no sul da Itália; segundo alguns estudiosos, sua origem pode ser datada de 1463; isso tornaria o Banco di Napoli o banco mais antigo em operação contínua até 2018, em todo o mundo.

## Bancos estabelecidos antes de 1600
| Ano       | Empresa                         | País (histórico)                         | País (moderno) | Notas                                                                                                   |
| --------- | ------------------------------- | ---------------------------------------- | -------------- | --- |
| 1472 1624 | Banca Monte dei Paschi di Siena | Siena, Grão-Ducado da Toscana            | Itália         | Traçando sua história para um monte de piedade fundado em 1472, mas fundado em sua forma atual em 1624  |
| 1590      | Berenberg Bank                  | Hamburgo, Sacro Império Romano-Germânico | Alemanha       | O banco mais antigo que opera continuamente com a mesma identidade legal; o mais antigo banco mercantil |

## Bancos estabelecidos no século XVII
| Ano  | Empresa             | País (histórico)    | País (moderno) | Notas                                 |
| ---- | ------------------- | ------------------- | -------------- | ------------------------------------- |
| 1664 | Child & Co.         | Reino da Inglaterra | Reino Unido    | O mais antigo banco britânico         |
| 1668 | Sveriges Riksbank   | Suécia              | Suécia         | O banco central mais antigo do mundo  |
| 1672 | C. Hoare & Co       | Reino da Inglaterra | Reino Unido    | Um dos mais antigos bancos britânicos |
| 1674 | Banco Metzler       | Frankfurt           | Alemanha       |                                       |
| 1690 | Barclays            | Reino da Inglaterra | Reino Unido    |                                       |
| 1692 | Coutts              | Reino da Inglaterra | Reino Unido    |                                       |
| 1694 | Banco da Inglaterra | Reino da Inglaterra | Reino Unido    |                                       |
| 1695 | Banco da Escócia    | Reino da Escócia    | Reino Unido    |                                       |

## Bancos estabelecidos no século XVIII
| Ano  | Empresa                     | País (histórico)      | País (moderno)                          | Notas |
| ---- | --------------------------- | --------------------- | --------------------------------------- | --- |
| 1702 | Caja Madrid                 | Castela               | Espanha                                 | |
| 1717 | Banco Drummonds             | Reino da Grã-Bretanha | Reino Unido                             | |
| 1727 | Banco Real da Escócia       | Reino da Grã-Bretanha | Reino Unido                             | |
| 1737 | Van Lanschot                | República holandesa   | Países Baixos                           | |
| 1747 | Banque Nagelmackers         | Liège                 | Bélgica                                 | |
| 1750 | Rahn+Bodmer                 | Zurique               | Suiça                                   | |
| 1760 | Banque Courtois             | Reino da França       | França                                  | |
| 1765 | Lloyds Bank                 | Reino da Grã-Bretanha | Reino Unido                             | |
| 1774 | Fürstlich Castell'sche Bank | Würzburg              | Alemanha                                | |
| 1780 | Landolt & Cie               | Neuchâtel             | Suíça                                   | |
| 1782 | Banco da Espanha            | Espanha               | Espanha                                 | |
| 1783 | Banco da Irlanda            | Reino da Irlanda      | República da Irlanda e Irlanda do Norte | |
| 1784 | The Bank of New York Mellon | Estados Unidos        | Estados Unidos                          | Banco mais antigo dos EUA traçando sua incorporação original, sem recorrer a um antecessor adquirido |
| 1785 | Trinkaus & Burkhardt        | Palatinado            | Alemanha                                | |
| 1786 | Hottinger & Cie             | Reino da França       | Reino Unido                             | |
| 1787 | La Roche & Co.              | Basileia              | Suíça                                   | |
| 1787 | Banco Raphaels              | Reino da Grã-Bretanha | Reino Unido                             | |
| 1789 | Sal. Oppenheim              | Colônia               | Alemanha                                | Adquirida pelo Deutsche Bank, que começou a encerrá-la como uma entidade separada em 2017 |
| 1792 | State Street Corporation    | Estados Unidos        | Estados Unidos                          | Idade datada do predecessor Union Bank |
| 1796 | Hauck & Aufhäuser           | Frankfurt             | Alemanha                                | |
| 1796 | Lombard Odier & Cie         | Genebra               | Suíça                                   | |
| 1798 | Donner & Reuschel           | Hamburgo              | Alemanha                                | |
| 1798 | M. M. Warburg & Co.         | Hamburgo              | Alemanha                                | |
| 1799 | The Manhattan Company       | Estados Unidos        | Estados Unidos                          | A Reverse se fundiu com a Chase National, mantendo a carta de Manhattan, mas depois foi adquirida pelo Chemical Bank. Enquanto a Chemical renomeou-se como Chase Manhattan, a linhagem corporativa direta era a Chemical's |

## Bancos estabelecidos no século XIX
| Ano  | Empresa                                    | País (histórico)                                          | País (moderno)                     | Notas |
| ---- | ------------------------------------------ | --------------------------------------------------------- | ---------------------------------- | --- |
| 1800 | Washington Trust Company                   | Estados Unidos                                            | Estados Unidos                     | O banco comercial mais antigo dos Estados Unidos                                                                              |
| 1800 | Banco da França                            | França                                                    | França                             | |
| 1804 | Schroders                                  | Reino Unido                                               | Reino Unido                        | |
| 1805 | Pictet & Cie                               | França (Departamento de Léman)                            | Suíça                              | |
| 1806 | State Bank of India                        | Calcutá, sobre a Companhia Britânica das Índias Orientais | Índia                              | |
| 1808 | Banco do Brasil                            | Brasil                                                    | Brasil                             | |
| 1810 | Brown, Shipley & Co.                       | Reino Unido                                               | Reino Unido                        | |
| 1811 | N M Rothschild & Sons                      | Reino Unido                                               | Reino Unido                        | |
| 1811 | Banco da Finlândia                         | Grão-Ducado da Finlândia, Império Russo                   | Finlândia                          | |
| 1812 | Citibank                                   | Estados Unidos                                            | Estados Unidos                     | Originalmente City Bank of New York e depois National City Bank of New York.                                                  |
| 1812 | Sparkasse Schwyz                           | Confederação Suíça                                        | Suíça                              | |
| 1814 | De Nederlandsche Bank                      | Países Baixos                                             | Países Baixos                      | |
| 1815 | Banque Bonhôte                             | Confederação Suíça                                        | Suíça                              | |
| 1817 | SNS Bank                                   | Países Baixos                                             | Países Baixos                      | |
| 1817 | Banco de Montreal                          | Baixo Canadá                                              | Canadá                             | |
| 1817 | Bank of New South Wales                    | Colônia de Nova Gales do Sul                              | Austrália                          | |
| 1818 | Brown Brothers Harriman & Co.              | Estados Unidos                                            | Estados Unidos                     | |
| 1818 | Groupe Caisse d'Épargne                    | Reino da França                                           | França                             | |
| 1818 | Berliner Sparkasse                         | Prússia                                                   | Alemanha                           | |
| 1818 | Danmarks Nationalbank                      | Dinamarca                                                 | Dinamarca                          | |
| 1819 | Mirabaud & Cie                             | Confederação Suíça                                        | Suíça                              | |
| 1819 | Erste Group                                | Império Austríaco                                         | Áustria                            | |
| 1819 | BankNewport                                | Estados Unidos                                            | Estados Unidos                     | como Newport Savings Bank |
| 1820 | Nordea                                     | Suécia                                                    | Suécia                             | |
| 1820 | Swedbank                                   | Suécia                                                    | Suécia                             | |
| 1820 | Institution for Savings                    | Estados Unidos                                            | Estados Unidos                     | |
| 1822 | Banco da Província de Buenos Aires         | Argentina                                                 | Argentina                          | |
| 1822 | DNB                                        | Noruega                                                   | Noruega                            | como Christiania Sparebank |
| 1824 | Stadtsparkasse München                     | Baviera                                                   | Alemanha                           | |
| 1825 | Česká spořitelna                           | Boêmia, Império Austríaco                                 | República Checa                    | |
| 1826 | AEK Bank 1826                              | Confederação Suíça Restaurada                             | Suíça                              | |
| 1827 | Hamburger Sparkasse                        | Hamburgo                                                  | Alemanha                           | |
| 1828 | Bankhaus Spängler                          | Império Austríaco                                         | Austria                            | |
| 1828 | De Curaçaosche Bank                        | Curaçao                                                   | Curaçao                            | |
| 1828 | Citizens Financial Group                   | Estados Unidos                                            | Estados Unidos                     | |
| 1828 | Centreville Bank                           | Estados Unidos                                            | Estados Unidos                     | |
| 1828 | Javasche Bank                              | Índias Orientais Holandesas                               | Indonésia                          | |
| 1829 | Clientis Caisse d’Epargne CEC              | Confederação Suíça Restaurada                             | Suíça                              | |
| 1831 | Dedham Institution for Savings             | Estados Unidos                                            | Estados Unidos                     | |
| 1831 | National Grand Bank                        | Estados Unidos                                            | Estados Unidos                     | |
| 1832 | Wilmington Savings Fund Society            | Estados Unidos                                            | Estados Unidos                     | |
| 1832 | Scotiabank                                 | Baixo Canadá                                              | Canadá                             | |
| 1833 | Chemung Canal Trust Company                | Estados Unidos                                            | Estados Unidos                     | |
| 1833 | Arbuthnot Latham                           | Reino Unido                                               | Reino Unido                        | |
| 1834 | Bank BSU                                   | Confederação Suíça Restaurada                             | Suíça                              | |
| 1834 | Old National Bank                          | Estados Unidos                                            | Estados Unidos                     | |
| 1835 | Australia and New Zealand Banking Group    | Império Britânico                                         | Austrália                          | fundada em Londres como Bank of Australasia; primeira filial em Sydney                                                        |
| 1836 | The Honesdale National Bank                | Estados Unidos                                            | Estados Unidos                     | |
| 1836 | Ulster Bank                                | Reino Unido                                               | Reino Unido & República da Irlanda | Agora uma subsidiária da NatWest e opera em dois países                                                                       |
| 1838 | Ballston Spa National Bank                 | Estados Unidos                                            | Estados Unidos                     | |
| 1838 | Clydesdale Bank                            | Reino Unido                                               | Reino Unido                        | |
| 1838 | First National Bank                        | Colônia do Cabo                                           | África do Sul                      | |
| 1838 | Mauritius Commercial Bank                  | Ilhas Maurícias Britânicas                                | Maurícia                           | |
| 1839 | Ionian Bank                                | Ilhas Jônicas                                             | Grécia                             | Continuou as operações na Grécia até 1999 e depois se fundiu com o Alpha Credit Bank para formar Alpha Bank                   |
| 1839 | Provident Bank of New Jersey               | Estados Unidos                                            | Estados Unidos                     | |
| 1840 | Montepio                                   | Portugal                                                  | Portugal                           | |
| 1841 | National Bank of Greece                    | Reino da Grécia                                           | Grécia                             | |
| 1841 | Sberbank                                   | Império Russo                                             | Rússia                             | como Russian Imperial Savings Associations                                                                                    |
| 1844 | Bordier & Cie                              | Confederação Suíça Restaurada                             | Suíça                              | |
| 1844 | CaixaBank                                  | Espanha                                                   | Espanha                            | como Caixa de Barcelona |
| 1846 | Banco de Portugal                          | Portugal                                                  | Portugal                           | |
| 1847 | Auckland Savings Bank                      | Nova Zelândia                                             | Nova Zelândia                      | |
| 1847 | National Iron Bank                         | Estados Unidos                                            | Estados Unidos                     | O banco privado mais antigo da Nova Inglaterra                                                                                |
| 1848 | Lazard                                     | Estados Unidos                                            | Estados Unidos                     | |
| 1849 | Oddo et Cie                                | França                                                    | França                             | |
| 1849 | Hoerner Bank                               | Baden                                                     | Alemanha                           | |
| 1849 | Australian Mutual Provident Society        | Nova Gales do Sul                                         | Austrália                          | |
| 1850 | Spar- und Leihkasse Bucheggberg            | Suíça                                                     | Suíça                              | |
| 1850 | Bank Sparhafen Zürich                      | Suíça                                                     | Suíça                              | |
| 1850 | Volksbank                                  | Império Austríaco                                         | Austria                            | |
| 1850 | Lehman Brothers                            | Estados Unidos                                            | Estados Unidos                     | |
| 1851 | Essex Savings Bank                         | Estados Unidos                                            | Estados Unidos                     | |
| 1852 | PNC Bank                                   | Estados Unidos                                            | Estados Unidos                     | |
| 1851 | Bank of the Philippine Islands             | Filipinas (período da colonização espanhola)              | Filipinas                          | |
| 1852 | Crédit Foncier de France                   | França                                                    | França                             | |
| 1852 | Wells Fargo                                | Estados Unidos                                            | Estados Unidos                     | |
| 1853 | Beneficial Bank                            | Estados Unidos                                            | Estados Unidos                     | |
| 1854 | Newburyport Five Cents Savings Bank        | Estados Unidos                                            | Estados Unidos                     | |
| 1854 | UBS                                        | Suíça                                                     | Suíça                              | |
| 1855 | Salem Five Cents Bank                      | Estados Unidos                                            | Estados Unidos                     | |
| 1855 | Toronto-Dominion Bank                      | Província do Canadá                                       | Canadá                             | como Bank of Toronto; fundido com o The Dominion Bank em 1955                                                                 |
| 1856 | Credit Suisse                              | Suíça                                                     | Suíça                              | |
| 1856 | Banque et Caisse d'Épargne de l'État       | Luxemburgo                                                | Luxemburgo                         | |
| 1856 | Garanti Bank                               | Império Otomano                                           | Turquia                            | como Banco Otomano; fundido em 2001                                                                                           |
| 1856 | M&T Bank                                   | Estados Unidos                                            | Estados Unidos                     | |
| 1856 | Regions Bank                               | Estados Unidos                                            | Estados Unidos                     | como 1º Banco Nacional de Huntsville; fundiu-se com outros dois bancos em 1971                                                |
| 1857 | Santander                                  | Espanha                                                   | Espanha                            | |
| 1857 | Banco Bilbao Vizcaya Argentaria            | Espanha                                                   | Espanha                            | |
| 1858 | Fifth Third Bank                           | Estados Unidos                                            | Estados Unidos                     | |
| 1858 | Bendigo Bank                               | Colônia de Victoria                                       | Austrália                          | |
| 1858 | Standard Chartered                         | Raj britânico                                             | Índia                              | |
| 1859 | National Bank of Canada                    | Província do Canadá                                       | Canadá                             | |
| 1860 | State Bank of the Russian Empire           | Império Russo                                             | Rússia                             | |
| 1861 | Caixa Econômica Federal                    | Império do Brasil                                         | Brasil                             | |
| 1861 | Bank of New Zealand                        | Nova Zelândia                                             | Nova Zelândia                      | |
| 1861 | Associated Bank                            | Estados Unidos                                            | Estados Unidos                     | |
| 1862 | Bank Spółdzielczy w Brodnicy               | Prússia                                                   | Polônia                            | |
| 1862 | Standard Bank                              | Colônia do Cabo                                           | África do Sul                      | |
| 1863 | Crédit Lyonnais                            | Segundo Império Francês                                   | França                             | |
| 1863 | U.S. Bank                                  | Estados Unidos                                            | Estados Unidos                     | através de fusão com The First National Bank of Cincinnati (Alvará Nacional #24)                                              |
| 1863 | Ziraat Bankası                             | Império Otomano                                           | Turquia                            | |
| 1864 | First National Bank of Pennsylvania        | Estados Unidos                                            | Estados Unidos                     | como First National Bank of West Greenville                                                                                   |
| 1864 | First Horizon National Corporation         | Estados Unidos                                            | Estados Unidos                     | como First National Bank |
| 1864 | Royal Bank of Canada                       | Província do Canadá                                       | Canadá                             | |
| 1864 | Société Générale                           | Segundo Império Francês                                   | França                             | |
| 1864 | CEC Bank                                   | Principados Unidos Romenos                                | Romênia                            | |
| 1864 | Banco de Londres y México                  | México                                                    | México                             | |
| 1865 | HSBC                                       | Hong Kong britânico                                       | Reino Unido                        | como Hongkong and Shanghai Bank                                                                                               |
| 1865 | Allahabad Bank                             | Raj britânico                                             | Índia                              | |
| 1867 | Bank of Stockton                           | Estados Unidos                                            | Estados Unidos                     | |
| 1867 | Canadian Imperial Bank of Commerce         | Província do Canadá                                       | Canadá                             | como Canadian Bank of Commerce; fundido em 1 de junho de 1961 com o Imperial Bank of Canada                                   |
| 1868 | Busey Bank                                 | Estados Unidos                                            | Estados Unidos                     | |
| 1868 | OTP banka Srbija                           | Reino da Hungria                                          | Hungria                            | como Vojvođanska banka; mesclado em 2019                                                                                      |
| 1868 | Sandy Spring Bank                          | Estados Unidos                                            | Estados Unidos                     | |
| 1868 | Oldenburgische Landesbank                  | Oldemburgo                                                | Alemanha                           | |
| 1868 | The Bank of Edwardsville                   | Estados Unidos                                            | Estados Unidos                     | |
| 1868 | Živnostenská banka                         | Reino da Boêmia, Áustria–Hungria                          | República Checa                    | |
| 1869 | Goldman Sachs                              | Estados Unidos                                            | Estados Unidos                     | |
| 1869 | Mellon Bank                                | Estados Unidos                                            | Estados Unidos                     | como T. Mellon & Sons 'Bank                                                                                                   |
| 1870 | Banco de Bogotá                            | Colômbia                                                  | Colômbia                           | |
| 1870 | Bank Handlowy                              | Polônia do Congresso, Império Russo                       | Polônia                            | |
| 1870 | Commerzbank                                | Reino da Prússia                                          | Alemanha                           | |
| 1870 | Deutsche Bank                              | Reino da Prússia                                          | Alemanha                           | |
| 1870 | Dominick & Dominick                        | Estados Unidos                                            | Estados Unidos                     | |
| 1871 | Banco Nacional de Bolivia                  | Bolívia                                                   | Bolívia                            | |
| 1871 | Danske Bank                                | Dinamarca                                                 | Dinamarca                          | |
| 1871 | Handelsbanken                              | Suécia                                                    | Suécia                             | |
| 1871 | Wayne Bank                                 | Estados Unidos                                            | Estados Unidos                     | |
| 1872 | BB&T                                       | Estados Unidos                                            | Estados Unidos                     | |
| 1873 | The Daishi Bank (ja)                       | Império do Japão                                          | Japão                              | |
| 1873 | Zions Bank                                 | Estados Unidos                                            | Estados Unidos                     | |
| 1874 | Bank of Queensland                         | Queensland                                                | Austrália                          | |
| 1875 | Toowoomba Permanent Building Society       | Queensland                                                | Australia                          | |
| 1875 | Standard Chartered Bank                    | Estabelecimentos dos Estreitos                            | Malásia                            | |
| 1876 | Pharaon & Chiha Bank                       | Império Otomano                                           | Líbano                             | Banco mais antigo do Líbano; adquirido por Byblos Bank em 2016                                                                |
| 1876 | Caixa Geral de Depósitos                   | Portugal                                                  | Portugal                           | |
| 1877 | POSB Bank                                  | Estabelecimentos dos Estreitos                            | Cingapura                          | |
| 1877 | Banco de Costa Rica                        | Costa Rica                                                | Costa Rica                         | |
| 1877 | QNB Bank                                   | Estados Unidos                                            | Estados Unidos                     | |
| 1877 | The Juroku Bank (ja)                       | Império do Japão                                          | Japão                              | |
| 1877 | The Eighteenth Bank (ja)                   | Império do Japão                                          | Japão                              | |
| 1878 | Close Brothers Group                       | Reino Unido                                               | Reino Unido                        | |
| 1878 | Bank of the City of Buenos Aires           | Argentina                                                 | Argentina                          | |
| 1878 | The Hyakujushi Bank (ja)                   | Império do Japão                                          | Japão                              | |
| 1878 | The 77 Bank                                | Império do Japão                                          | Japão                              | |
| 1878 | The Hyakugo Bank (ja)                      | Império do Japão                                          | Japão                              | |
| 1879 | Banco Nacional da Bulgária                 | Principado da Bulgária                                    | Bulgária                           | |
| 1879 | Kakegawa Shinkin Bank (ja)                 | Império do Japão                                          | Japão                              | |
| 1880 | Illawarra Mutual Building Society          | Colônia de Nova Gales do Sul                              | Austrália                          | |
| 1880 | National Bank of Romania                   | Romênia                                                   | Romênia                            | |
| 1881 | Oppenheimer                                | Estados Unidos                                            | Estados Unidos                     | |
| 1881 | Banc Sabadell                              | Espanha                                                   | Espanha                            | |
| 1881 | Bank of Clarke County                      | Estados Unidos                                            | Estados Unidos                     | |
| 1882 | Crédit Mutuel                              | Terceira República Francesa                               | França                             | |
| 1882 | Bank of Japan                              | Império do Japão                                          | Japão                              | |
| 1883 | Bank Mendes Gans                           | Países Baixos                                             | Países Baixos                      | |
| 1883 | Hancock Bank                               | Estados Unidos                                            | Estados Unidos                     | |
| 1884 | Tatra banka                                | Reino da Hungria                                          | Eslováquia                         | |
| 1884 | National Bank of Serbia                    | Reino da Sérvia                                           | Sérvia                             | |
| 1884 | Banque de Tunisie                          | Protetorado francês da Tunísia                            | Tunísia                            | |
| 1884 | Banco Nacional de Mexico                   | México                                                    | México                             | |
| 1885 | HSBC El Salvador                           | El Salvador                                               | El Salvador                        | |
| 1886 | Banca Sella Group                          | Reino da Itália                                           | Itália                             | como Gaudenzio Sella & C. |
| 1886 | E. Gutzwiller & Cie. Banquiers             | Suíça                                                     | Suíça                              | |
| 1886 | Banco Francés del Río de la Plata          | Argentina                                                 | Argentina                          | |
| 1888 | Powell Valley National Bank                | Estados Unidos                                            | Estados Unidos                     | |
| 1889 | Bryn Mawr Trust                            | Estados Unidos                                            | Estados Unidos                     | |
| 1889 | Northern Trust                             | Estados Unidos                                            | Estados Unidos                     | |
| 1889 | First National Bank of Berryville          | Estados Unidos                                            | Estados Unidos                     | |
| 1890 | Banco de Venezuela                         | Venezuela                                                 | Venezuela                          | |
| 1891 | Banco de la Nación Argentina               | Argentina                                                 | Argentina                          | |
| 1893 | Banca d'Italia                             | Reino da Itália                                           | Itália                             | |
| 1893 | Banco de Chile                             | Chile                                                     | Chile                              | |
| 1893 | Blue Ridge Bank                            | Estados Unidos                                            | Estados Unidos                     | |
| 1893 | National Australia Bank                    | Colônia de Victoria                                       | Austrália                          | |
| 1894 | First Bank of Nigeria                      | Colônia de Lagos                                          | Nigéria                            | |
| 1895 | Punjab National Bank                       | Raj britânico                                             | Índia                              | |
| 1895 | Bankwest                                   | Colônia da Austrália Ocidental                            | Austrália                          | como Agricultural Bank of Western Australia; desde outubro de 2008, uma divisão corporativa do Commonwealth Bank of Australia |
| 1895 | Bank Rakyat Indonesia                      | Índias Orientais Holandesas                               | Indonésia                          | |
| 1896 | The Awa Bank (ja)                          | Império do Japão                                          | Japão                              | |
| 1896 | Banco de la República Oriental del Uruguay | Uruguai                                                   | Uruguai                            | |
| 1896 | Kenya Commercial Bank Group                | África Oriental Britânica                                 | Quênia                             | como subsidiária do National Bank of India                                                                                    |
| 1898 | National Bank of Egypt                     | Egito                                                     | Egito                              | |
| 1899 | Bank of Cyprus                             | Chipre britânico                                          | Chipre                             | |
| 1899 | Fukui Bank (ja)                            | Império do Japão                                          | Japão                              | |
| 1899 | Bank of Taiwan                             | Taiwan sob domínio japonês                                | Taiwan                             | |
| 1899 | First Commercial Bank                      | Taiwan sob domínio japonês                                | Taiwan                             | |